# Johann Schrötteringk
Johann Schrötteringk (* 13. Dezember 1588 in Hamburg; † 2. Oktober 1676 ebenda) war ein deutscher Kaufmann, Ratsherr und Bürgermeister von Hamburg.

## Herkunft und Familie
Schrötteringk war der älteste Sohn des Oberalten im Kirchspiel Sankt Petri, Jürgen Schrötteringk (1551–1631). Der Oberalte Diederich Schrötteringk (1597–1678) und der Protonotar Hinrich Schrötteringk (1611–1686) waren seine Halbbrüder aus der zweiten Ehe seines Vaters.
Johann Schrötteringk war dreimal verheiratet: Zuerst 1614 mit Anna Hartiges, Tochter von Jürgen Hartiges, die zweite Ehe schloss er 1626 mit Lucia Tonniessen und die dritte Ehe 1645 mit Cecilia Varenholtz († 1662), die, nach ihrer Ehe mit dem Oberalten und Ratsherrn Albert Bekendorp († 1628) und dem Ratssyndicus Johann Garmers (1586–1638), ebenfalls ihre dritte Ehe einging.
Von seinen Kindern aus der ersten Ehe wurde Jürgen (1615–1667) Oberalter im Kirchspiel Sankt Jacobi, Anna († 1676) heiratete den Oberalten Peter Kentzler (1606–1662) und Margaretha (1619–1695) den Oberalten Peter von Spreckelsen (1613–1665). Aus der zweiten Ehe stammen die Kinder Lucia (1627–1654), die den Oberalten Hermann Rentzel (1612–1683) heiratete, und Joachim (1641–1706), der Jurist und herzoglich sachsen-gotha-altenburgischer Hofrat war. Schrötteringks dritte Ehe blieb kinderlos.

## Leben und Wirken
Schrötteringk setzte nach langen Reisen das Kupfergeschäft seines Vaters fort. Er verkaufte erst ungarischen und ab 1625 schwedischen Kupfer nach Spanien.
Als Hamburger Kaufmann und Bürger übernahm Schrötteringk verschiedene Ehrenämter. 1616 wurde er von der Hamburger Bürgerschaft an den Bakenzoll, welcher zur Sicherung der Elbschifffahrt erhoben wurde, und 1624 an den Admiralitätszoll gewählt.
Im Jahr 1627 wurde er Bancobürger an der Hamburger Bank, am 18. März 1629 Achtmann, 1630 Provisor am Waisenhaus und 1631 Jurat an der Hauptkirche Sankt Petri.
Am 22. Februar 1638, am Tag der Petri Stuhlfeier, wurde Schrötteringk in den Rat gewählt. Seine Amtszeit fiel in die Zeit des Dreißigjährigen Krieges. König Christian IV. von Dänemark zog im Jahr 1643 Truppen in Norddeutschland zusammen. Die Soldaten verkündeten, dass sie das Pfingstfest in Hamburg feiern würden. Die Stadt Hamburg fühlte sich dadurch bedroht und der Rat schickte am 16. April 1643 den Ratssyndicus Broderus Pauli (1598–1680), sowie die Ratsherren Diedrich Niebur (1585–1643) und Johann Schrötteringk, zu Herzog Friedrich III. von Schleswig-Holstein-Gottorf nach Schleswig, mit dem Ziel, dass dieser den dänischen König von einer Erstürmung Hamburgs abhalten solle. Der Syndicus Pauli wurde daraufhin von König Christian IV. in Rendsburg gefangen gesetzt. Nun wurde die Hamburger Bürgerwache verstärkt und die Einwohner richteten sich auf eine Belagerung der Stadt ein. Doch acht Tage vor Pfingsten traf Herzog Friedrich III. mit Gesandten aus den Hansestädten Bremen, Lübeck, Lüneburg und Braunschweig bei König Christian IV. in Glückstadt ein und verhandelten über die dänischen Absichten. Zur Unterstützung sandte Hamburg die Ratsherren Diedrich Niebur, Johann Schrötteringk, Peter Lütkens (1603–1670) und Johann Schlebusch (1607–1659). Der dänische König versicherte der Stadt Hamburg seine Gnade und erklärte, dass er auch den Elbzoll, welche in Glückstadt erhoben wurde und den Handel in Hamburg schwer belastete, abschaffen würde. Dieser Elbzoll wurde jedoch erst, nach weiteren Verhandlungen in Itzehoe, im folgenden Jahr aufgehoben.
Im Jahr 1663 reisten Schrötteringk und Pauli nach Magdeburg und erwirkten dort vergünstigte Zollbedingungen für hamburgische Schiffe.
In dem Wahl-Rezess von 1663 wurde festgelegt: „Unter den Bürgermeistern soll Einer ein Kaufmann seyn, welcher des Kauf- und Seehandels wohl kundig und erfahren.“ Am 15. April 1667 wurde Schrötteringk zum ersten dieser kaufmännischen Bürgermeister gewählt. Er trat dieses Amt als Nachfolger von Barthold Moller (1605–1667) an und führte es fast zehn Jahre bis zu seinem Tod. Zu seinem Begräbnis wurde 1676 ein Bürgermeisterpfennig geprägt und unter den Chorschülern verteilt. Der Prediger an der Hauptkirche Sankt Katharinen, Hinrich Elmenhorst (1632–1704), verfasste zu dem Begräbnis ein Gedicht. Die Familie errichtete dem Bürgermeister ein Denkmal mit seiner Lebensbeschreibung im Hamburger Dom.